# Imposto ideal
A teoria do imposto ideal ou a teoria da tributação ideal é o estudo da elaboração e implementação de um imposto que maximiza uma função de bem-estar social sujeita a restrições econômicas. A função de bem-estar social usada é normalmente uma função das utilidades dos indivíduos, mais comumente alguma forma de função utilitária, de modo que o sistema tributário é escolhido para maximizar o agregado de utilidades individuais. A receita tributária é necessária para financiar o fornecimento de bens públicos e outros serviços governamentais, bem como para a redistribuição de indivíduos ricos para pobres. No entanto, a maioria dos impostos distorce o comportamento individual, porque a atividade tributada se torna relativamente menos desejável; por exemplo, os impostos sobre a renda do trabalho reduzem o incentivo ao trabalho. O problema de otimização envolve minimizar as distorções causadas pela tributação e, ao mesmo tempo, atingir os níveis desejados de redistribuição e receita. Alguns impostos são considerados menos distorcivos, como os impostos de montante fixo (em que os indivíduos não podem mudar seu comportamento para reduzir a carga tributária) e os impostos pigouvianos, em que o consumo de mercado de um bem é ineficiente e um imposto aproxima o consumo do nível eficiente.
Em Wealth of Nations, Adam Smith observou que
"Bons impostos atendem a quatro critérios principais. Eles são (1) proporcionais à renda ou à capacidade de pagamento (2) certos e não arbitrários (3) pagáveis em momentos e de maneiras convenientes para os contribuintes e (4) baratos de administrar e cobrar."

## Receita tributária
A geração de uma quantidade suficiente de receita para financiar o governo é, sem dúvida, o objetivo mais importante do sistema tributário. A teoria do imposto ideal tenta derivar o sistema de tributação que alcançará a receita e a distribuição de renda desejadas com o mínimo de ineficiência, ou seja, que interfira menos com os participantes do mercado que realizam trocas ideais de Pareto - transações econômicas que deixam ambas as partes em melhor situação.
As economias de livre mercado usam preços para alocar recursos para produzir os produtos que a sociedade mais deseja. Se a demanda exceder a oferta, o preço aumentará, pois aqueles que mais desejam o produto competem para comprá-lo. O preço alto induz os produtores a produzir mais, até que a oferta seja adequada para atender à demanda e o preço caia. Se a oferta exceder a demanda, o preço cairá, pois os produtores tentarão induzir mais pessoas a comprar o produto. Os preços baixos induzem os produtores a fabricar outra coisa que os consumidores queiram mais.
Entretanto, se o governo impõe um imposto, o preço que o consumidor paga é diferente do preço que o produtor recebe porque o governo fica com sua parte. Se a demanda for inelástica - se os consumidores pagarem o que for necessário para obter o produto a qualquer preço, os consumidores pagarão o imposto e o governo se apropriará de parte do benefício da transação (e, espera-se, fornecerá serviços úteis como educação pública em troca). Se a oferta for inelástica - os produtores venderão a mesma quantidade independentemente do preço -, os produtores pagarão o imposto e o governo se apropriará de parte do benefício da transação. Observe que não importa qual lado realmente passa o cheque do governo, o preço de mercado se ajustará para compensar (consulte Incidência de impostos).
Entretanto, se tanto a oferta quanto a demanda forem elásticas - os produtores produzirão menos a um preço mais baixo e os consumidores comprarão menos a um preço mais alto - então a quantidade de equilíbrio diminuirá. Pode haver um consumidor disposto a comprar a um preço pelo qual o produtor está disposto a vender, mas essa transação ótima de Pareto não ocorre porque nenhum dos dois está disposto a pagar a parte do governo. O consumidor, então, compra algo menos desejável e o produtor faz algo menos lucrativo (ou simplesmente produz menos e desfruta de mais lazer), de modo que a economia não está mais produzindo a combinação ideal de produtos. Além disso, a venda não ocorre e, portanto, o governo nunca arrecada a receita que era o motivo da distorção. Essa é a perda de peso morto - o governo não apenas ficou com uma parte dos benefícios da troca, ele destruiu esses benefícios para todos os três. Esses são os resultados que os teóricos dos impostos ideais procuram evitar.

### Equidade horizontal e vertical
Outro critério para um imposto ideal é que ele deve ser equitativo. A equidade no contexto da tributação exige que a carga tributária seja proporcional à capacidade de pagamento do contribuinte. Esse critério pode ser subdividido em equidade horizontal (impondo o mesmo imposto a dois contribuintes com a mesma capacidade de pagamento) e equidade vertical (impondo cargas tributárias maiores àqueles com maior capacidade de pagamento). Obviamente, as opiniões podem divergir quanto ao fato de dois contribuintes terem, de fato, a mesma capacidade de pagamento e quanto à rapidez com que a carga tributária deve aumentar com a capacidade de pagamento (ou seja, quão progressivo deve ser o código tributário).
Das centenas de disposições do código tributário dos Estados Unidos, por exemplo, apenas algumas impõem de fato um imposto (as Seções 1, 11, 55, 881, 882, 3301 e 3311 do 26 USC são os principais exemplos). Em vez disso, a maioria dessas disposições ajuda a definir quanto de renda um contribuinte tem, ou seja, sua capacidade de pagamento. Mesmo depois de o código ter respondido a todas as questões técnicas e determinado a renda tributável de um contribuinte, permanecem as questões normativas sobre se eles têm a mesma capacidade de pagamento. Por exemplo, o código tributário dos Estados Unidos (26 U.S.C. Seção 1(a)-(d)) impõe menos impostos aos casais que apresentam declarações conjuntas e aos chefes de família do que aos contribuintes solteiros, e oferece um crédito que reduz as contas de impostos daqueles que sustentam crianças (26 U.S.C. Seção 24). Isso pode ser visto como uma tentativa de equidade horizontal, refletindo um julgamento de que os contribuintes que sustentam famílias têm menos capacidade de pagar do que os contribuintes com a mesma renda, mas sem dependentes.
A equidade vertical levanta uma questão normativa adicional: uma vez que tenhamos acordado quais contribuintes têm a mesma capacidade de pagamento e quais contribuintes têm mais, quanto mais aqueles com maior capacidade de pagamento devem ser obrigados a contribuir? Embora essa pergunta não tenha uma resposta definitiva, a política tributária deve equilibrar metas concorrentes, como aumento de receita, redistribuição e eficiência.
Entretanto, como acontece com quase todos os impostos, a implementação de impostos mais altos afetará negativamente os incentivos e alterará o comportamento de um indivíduo. Em seu artigo "Effects of Taxes on Economic Behavior" (Efeitos dos impostos sobre o comportamento econômico), Martin Feldstein discute como o comportamento econômico determinado pelos impostos é importante para estimar a receita, calcular a eficiência e compreender as externalidades negativas no curto prazo. Em seu artigo, como em grande parte de sua pesquisa sobre esse tópico, ele opta por se concentrar principalmente em como as famílias são afetadas. Feldstein reconhece que os impostos elevados impedem as pessoas de se envolverem ativamente no mercado, causando uma taxa de produção mais baixa, bem como uma perda de peso morto. No entanto, como é difícil ver os resultados tangíveis da perda de peso morto, os formuladores de políticas a ignoram em grande parte.
Alguns economistas argumentam que os impostos sobre o consumo são sempre mais eficientes do que os impostos sobre a renda, porque os últimos têm um efeito desincentivador maior. Um problema com essa análise é definir o que constitui consumo e o que constitui investimento. Para os trabalhadores de baixa renda, que gastam a maior parte de sua renda, os impostos sobre o consumo também têm um efeito desincentivador significativo; enquanto as pessoas de renda mais alta podem ser motivadas mais pelo prestígio e pela realização profissional do que pela renda após os impostos. Qualquer ganho em eficiência econômica decorrente da transferência de impostos para o consumo pode ser muito pequeno, enquanto os efeitos adversos sobre a distribuição de renda podem ser grandes.

### Imposto lump-sum
Um tipo de imposto que não cria um grande ônus excessivo é o imposto lump-sum. Um imposto lump-sum é um imposto fixo que deve ser pago por todos e o valor tributado de uma pessoa permanece constante, independentemente da renda ou dos ativos possuídos. Ele não gera excesso de carga porque esses impostos não alteram as decisões econômicas. Como o imposto permanece constante, os incentivos de um indivíduo e os incentivos de uma empresa não flutuam, ao contrário de um imposto de renda escalonado que tributa mais as pessoas que ganham mais.
Os impostos lump-sum podem ser progressivos ou regressivos, dependendo de como o montante fixo está sendo aplicado. Um imposto sobre as placas dos carros seria regressivo porque seria o mesmo para todos, independentemente do tipo de carro que o proprietário comprou e, pelo menos nos Estados Unidos, até mesmo os pobres têm carros. As pessoas com renda mais baixa pagariam mais como porcentagem de sua renda do que as pessoas com renda mais alta. Um imposto sobre os aspectos não melhorados da terra tende a ser um imposto progressivo, uma vez que quanto mais rico o indivíduo é, mais terra ele tende a possuir e os pobres normalmente não possuem nenhuma terra.
Os impostos fixos não são politicamente convenientes porque, às vezes, exigem uma revisão completa do sistema tributário. Os impostos fixos também são impopulares quando são avaliados per capita porque são regressivos e não levam em conta a capacidade de pagamento do cidadão.
Um imposto único e inesperado de valor fixo que seja proporcional ao patrimônio ou à renda também não causa distorção. Nesse caso, embora o patrimônio ou a renda sejam penalizados, a natureza inesperada do imposto significa que não há desestímulo à acumulação de ativos, pois, por definição, aqueles que acumulam esses ativos não sabem que uma parte deles será tributada no futuro.

## Impostos sobre commodities
Frank P. Ramsey (1927) desenvolveu uma teoria para impostos ideais sobre vendas de commodities em seu artigo "A Contribution to the Theory of Taxation". O problema está intimamente ligado ao problema do preço monopolístico socialmente ideal quando os lucros são limitados a serem positivos, conhecido como o problema de Ramsey. Ele foi o primeiro a fazer uma contribuição significativa para a teoria da tributação ideal do ponto de vista econômico, e grande parte da literatura que se seguiu reflete as observações iniciais de Ramsey.
Ele queria enfrentar o problema de como ajustar as alíquotas de impostos sobre o consumo, sob restrições específicas, de modo que a redução da utilidade fosse mínima. Em uma tentativa de reduzir a carga excessiva dos impostos sobre o consumo, Ramsey propôs uma solução teórica de que o imposto sobre o consumo de cada bem deveria ser "proporcional à soma dos recíprocos de suas elasticidades de oferta e demanda". Entretanto, na prática, é problemático restringir os planejadores sociais a uma forma de tributação. É melhor permitir que eles considerem todas as estruturas tributárias possíveis.
Usando a regra de Ramsey como base para seus trabalhos, Peter Diamond e James Mirrlees propõem uma alternativa à proposição de Ramsey, permitindo que o planejador considere vários sistemas tributários, e seu modelo prevaleceu nas teorias tributárias. Em seu primeiro artigo, "Optimal Taxation and Public Production I: Production Efficiency", Diamond e Mirrlees consideram o problema da troca de informações imperfeitas entre os contribuintes e o planejador social. De acordo com seu argumento, a capacidade de um indivíduo de obter renda é diferente. Embora o planejador possa observar a renda, ele não pode observar diretamente a capacidade ou o esforço do indivíduo para obter renda, de modo que, se o planejador tentar aumentar os impostos sobre aqueles com alta capacidade de obter renda, os incentivos do indivíduo para obter uma renda alta diminuem. Eles enfrentam o tradeoff governamental entre igualdade e eficiência: quando impostos mais altos são impostos àqueles com potencial para ganhar salários mais altos, eles não são incentivados a despender o esforço extra para ganhar uma renda maior. Eles se baseiam no que foi chamado de princípio da revelação, em que os planejadores devem implementar um sistema tributário que ofereça incentivos adequados para que as pessoas revelem sua verdadeira capacidade de ganhar salários.
Eles continuaram essa ideia na segunda parte de seu artigo "Optimal Taxation and Public Production II: Tax Rules", em que discutem as tabelas de alíquotas marginais de impostos para a renda do trabalho. Entretanto, esse mesmo aumento para indivíduos de alta renda não distorce seus incentivos porque, embora aumente sua alíquota média de imposto, sua alíquota marginal permanece a mesma. Por exemplo, dar US$ 100 vale mais para quem tem baixa renda do que para quem tem alta renda. Diamond e Mirrlees chegaram à conclusão de que a alíquota marginal de imposto para quem ganha mais deve ser igual a zero e a alíquota ideal deve estar entre zero e um. Isso fornece os incentivos corretos para que os indivíduos trabalhem em seu nível ideal.

## Desenvolvimentos na teoria tributária
William J. Baumol e David F. Bradford, em seu artigo "Optimal Departures from Marginal Cost Pricing", também discutem a distorção de preços causada pelos impostos. Eles examinam a proposição de que, para atingir o ponto ideal de alocação de recursos, são necessários preços que se desviem do custo marginal. Eles reconhecem que, com todo imposto, há algum tipo de distorção de preço, por isso afirmam que qualquer solução só pode ser a segunda melhor opção e qualquer solução proposta está sob essa restrição adicional. Entretanto, sua teoria difere de outras literaturas sobre o assunto. Primeiro, ela trata de preços quase ideais, analisando quatro opções para a otimização de Pareto com preços de commodities ajustados. Em segundo lugar, eles expressam sua teoria em termos mais simplificados, o que acarreta uma perda de aplicação realista. Em terceiro lugar, combinam as três discussões: a teoria do bem-estar, as contribuições dos regulamentos e as finanças públicas. Eles concluem que, sob restrições, a melhor teoria possível para se aproximar da otimalidade, que não é "melhor" de forma alguma, é a divisão sistemática entre preços e custos marginais.
Em seu artigo intitulado "Optimal Taxation in Theory", Gregory Mankiw revisa a literatura atual sobre teorias de tributação ótima e analisa a mudança na teoria tributária nas últimas décadas. Assim como Diamond e Mirrlees, Mankiw reconhece a falha no modelo de Ramsey de que os planejadores podem aumentar a receita por meio de impostos apenas sobre commodities, mas também aponta a fraqueza da proposição de Mirrlees. Mankiw argumenta que a teoria de Diamond e Mirrlees é extremamente complexa devido à dificuldade de manter o controle dos indivíduos que produzem em seus níveis máximos.
Mankiw fornece um resumo de oito lições que representam o pensamento atual na literatura de tributação ideal. Elas incluem, em primeiro lugar, a ideia de considerar a equidade horizontal e vertical, de que os planejadores sociais devem basear as programações tributárias ideais nas taxas de renda do trabalho, o que marca o equilíbrio entre igualdade e eficiência. Em segundo lugar, quanto mais renda um indivíduo obtém, sua tabela marginal de impostos pode, na verdade, diminuir porque ele é desencorajado a trabalhar em seu nível de produção ideal. A solução é, após os indivíduos atingirem um determinado nível de renda, garantir que o imposto marginal permaneça estável. Terceiro, atingir um nível ideal de imposto pode significar impostos fixos. Em quarto lugar, o aumento da desigualdade salarial é diretamente proporcional à extensão da redistribuição de renda, uma vez que a receita é distribuída para as pessoas de baixa renda. Quinto, os impostos não devem depender apenas dos valores da renda, mas também das características pessoais, como a capacidade de uma pessoa de ganhar salário. Em sexto lugar, os bens produzidos só devem ser tributados como um bem final e devem ser tributados uniformemente, o que leva ao sétimo ponto de que o capital também não deve ser tributado porque é considerado um insumo de produção. Por fim, os formuladores de políticas devem considerar os históricos de renda dos indivíduos, o que exige a dependência de diferentes tipos de tributação para obter a tributação ideal. Mankiw identifica que a política tributária tem seguido em grande parte as teorias apresentadas na literatura tributária porque os planejadores sociais acreditam que quanto mais simples for o imposto, melhor, há taxas marginais máximas em declínio nos países da OCDE e os impostos sobre commodities agora são uniformes e, normalmente, apenas os bens finais são tributados.
Joel Slemrod, em seu artigo "Optimal Taxation and Optimal Tax System", argumenta que a teoria do imposto ideal, como estava quando Slemrod escreveu esse artigo, era um guia insuficiente para determinar as políticas tributárias porque os legisladores ainda não tinham encontrado uma maneira de implementar um sistema tributário que incentivasse os indivíduos a trabalhar em seu nível ótimo. Como solução, Slemrod propõe a teoria dos sistemas tributários ótimos, uma frase que ele usa para se referir à teoria normativa da tributação. Slemrod defende essa teoria porque ela não só leva em conta as preferências dos indivíduos, mas também a tecnologia envolvida na cobrança de impostos. Uma aplicação prática disso, por exemplo, é a implementação de impostos sobre o valor agregado, um imposto sobre o preço de compra de um bem ou serviço, para corrigir a evasão fiscal. Ele argumenta que qualquer literatura tributária futura na teoria normativa precisa se concentrar menos nas preferências do consumidor e mais na tecnologia de cobrança de impostos e nas áreas da economia que afetam a cobrança de impostos.
A globalização também desempenhou um papel importante no desenvolvimento de impostos e sistemas tributários. Conforme mencionado anteriormente, os impostos têm o objetivo de corrigir as disparidades econômicas entre os indivíduos, e essa variedade de padrões de vida e renda gera competitividade, especialmente entre os países. O processo de globalização criou novas regras para as empresas e os cidadãos se movimentarem além das fronteiras e, portanto, os sistemas tributários aos quais eles devem se submeter. Consequentemente, os países competem entre si no programa de tributação oferecido a pessoas físicas e jurídicas, com o objetivo de se tornarem atraentes para agentes estrangeiros e, ao mesmo tempo, gerar receitas tributárias para financiar o orçamento do governo. Com relação ao orçamento do governo e sua estratégia, esse também pode ser um fator de atratividade. Em geral, os países com níveis mais altos de impostos também têm uma estrutura tributária diferente de outros países, o que pode estar relacionado à parcela dos gastos do governo que é investida na população. Por exemplo, a Suécia tem uma das maiores receitas tributárias (% do PIB), mas investe quase 16% dos gastos do governo em educação. De acordo com um relatório da OCDE, vários países vêm mudando suas políticas tributárias, sendo o procedimento normal reduzir a alíquota e ampliar a base tributária, o que melhora a eficiência. No mesmo relatório, foram apontadas algumas situações sobre a importância da escolha das políticas tributárias, como a imposição de impostos sobre produtos e serviços e a forma como eles são percebidos quando exportados, e a progressividade dos impostos que podem afetar a entrada de agentes econômicos (especialmente os de alta renda). Inicialmente, o último ponto era quase sempre direcionado às empresas, mas atualmente mais trabalhadores altamente qualificados estão preocupados com o assunto, ao contrário dos trabalhadores de baixa qualificação, que são menos afetados pela globalização, já que as bases tributárias não são tão flexíveis. Alguns estudos mostram que há uma correlação positiva entre a globalização e os impostos sobre o capital, mas, ao mesmo tempo, os governos diminuem os impostos corporativos por causa do fenômeno da globalização. Pode parecer um tanto paradoxal, mas a mudança nas alíquotas de impostos torna os indivíduos mais conscientes das tarifas praticadas em outros países, contribuindo assim para a globalização.

## Impostos sobre a renda
Outro aspecto da tributação ideal é determinar os impostos sobre a renda, que podem ser regressivos, fixos ou progressivos.

### Imposto de renda do trabalho
Artigo principal: Tributação ideal da renda do trabalho
A teoria do imposto de renda ideal sobre o trabalho individual tem como objetivo encontrar o equilíbrio ideal entre os três efeitos seguintes do aumento da tributação:
- O efeito mecânico - um aumento na alíquota de imposto aumenta a receita do governo, se nenhum indivíduo mudar seu comportamento em resposta.
- O efeito comportamental - um aumento na alíquota de imposto desestimula a oferta de mão de obra, o que resulta em uma menor receita tributária.
- O efeito de bem-estar - um aumento na alíquota de imposto reduz a utilidade individual e, portanto, reduz o bem-estar social.

### Imposto de renda corporativo
Arnold Harberger pesquisou a tributação ideal para empresas. Os impostos de renda das empresas são baseados nos lucros corporativos. No Journal of Political Economy, em um artigo intitulado "The Incidence of the Corporation Income Tax", Harberger forneceu uma estrutura teórica para entender os efeitos dos impostos sobre a renda das empresas e determinar o impacto desses impostos nos Estados Unidos. Ele propôs um modelo de equilíbrio geral, no qual analisou uma economia de dois setores (um corporativo e outro não). Nesse modelo, Harberger concluiu que o mercado se moverá em direção a um equilíbrio de longo prazo no qual a taxa de retorno após os impostos de todas as empresas se igualaria, compensando qualquer impacto do imposto de renda corporativo. Assim, a tributação dos lucros reduziria a taxa geral de retorno e, portanto, o nível de investimento e produção na economia. Além disso, ele alegou que esse modelo poderia se aplicar a uma gama mais ampla de condições.
Martin Feldstein contestou as suposições de Harberger. Feldstein argumenta que uma das deficiências de Harberger é que os formuladores de políticas geralmente se concentram nos efeitos sobre o imposto de renda das pessoas físicas. Feldstein argumentou que os formuladores de políticas deveriam analisar os impostos corporativos e pessoais separadamente. Ele apresentou um método para refletir o efeito líquido das mudanças nas alíquotas do imposto sobre as empresas nas declarações de imposto de renda de pessoas físicas, concentrando-se na diferença entre a renda de capital real e nominal. Feldstein observou as deficiências de seu modelo devido à falta de dados para comparar adequadamente os dois.
William Fox e LeAnn Luna propuseram outra teoria em um artigo conjunto "State Corporate Tax Revenue Trends: Causes and Possible Solutions", no qual eles assumem o papel dessa tributação. Eles pretendem determinar os efeitos sobre a receita e propor algumas maneiras de reverter a tendência. Eles afirmam que, como a alíquota efetiva do imposto de renda corporativo caiu em um terço ao longo de duas décadas, o declínio da alíquota efetiva foi o resultado de uma base tributária que está se desgastando em relação à renda e aos lucros. Isso ocorreu porque a legislação reduziu a base tributária.
Uma opção para reduzir o efeito negativo do investimento dos impostos corporativos sobre o nível de investimento privado (e, portanto, aumentar o investimento) é o fornecimento de um crédito fiscal para investimento ou depreciação acelerada. Nesses casos, a alíquota efetiva se torna uma função negativa da taxa de reinvestimento.
Nos últimos anos, o conceito de um sistema tributário corporativo que incorpora deduções para lucros "normais" (em que o normal é definido em relação à taxa de juros de longo prazo e ao prêmio de risco) ganhou atenção como um sistema tributário que poderia minimizar essas distorções sem reduzir a receita tributária total. Esse sistema de tributação cobraria, de fato, uma alíquota mais alta sobre as empresas que obtêm "superlucros", que provavelmente não serão afetados mesmo quando tributados com uma alíquota mais alta, já que o retorno sobre o capital após os impostos é significativamente maior do que o limite ou nível "normal". Por outro lado, a alíquota efetiva de imposto sobre projetos marginais (com retornos mais próximos do nível "normal") será reduzida. Um exemplo desse tipo de sistema tributário é o Minerals Resource Rent Tax da Austrália.
Quando um crédito fiscal para investimentos ou uma dedução baseada em ações é aplicado, a alíquota efetiva ideal de tributação geralmente aumenta, pois o efeito de distorção de um determinado nível de tributação é reduzido. Se a alíquota de imposto não ajustada for a ideal, supõe-se que o benefício marginal líquido do aumento da tributação seja zero próximo à alíquota ideal (a soma dos custos e benefícios marginais é zero). Se os custos de distorção da tributação do capital forem reduzidos por meio de deduções ou créditos, o benefício líquido do aumento da alíquota se tornará positivo, o que implica que a alíquota deve ser aumentada.

### Imposto sobre vendas
Uma terceira consideração para a tributação ideal é o imposto sobre vendas, que é o preço adicional adicionado ao preço base pago pelo consumidor no momento em que ele compra um bem ou serviço. Poterba, em um segundo artigo chamado "Retail Price Reactions To Changes in State and Local Sales Taxes", testa a premissa de que os impostos sobre vendas em nível estadual e local são totalmente transferidos para os consumidores. Ele examina os preços das roupas antes e depois da Segunda Guerra Mundial. Ele reconhece que a política monetária é importante para determinar a resposta dos preços nominais sob um imposto nacional sobre vendas e aponta para possíveis diferenças entre os impostos aplicados em nível local e os impostos aplicados em nível nacional. Poterba encontra evidências que reforçam a ideia de que os impostos sobre vendas são totalmente transferidos para frente, o que aumenta os preços ao consumidor para corresponder ao aumento do imposto. Seu estudo coincide com a hipótese original de que os impostos sobre vendas no varejo são totalmente transferidos para os preços de varejo.
Donald Bruce, William Fox e M. H. Tuttle também discutem as receitas fiscais por meio do imposto sobre vendas em seu artigo "Tax Base Elasticities: A Multi-State Analysis of Long-Run and Short-Run Dynamics". Nesse artigo, eles analisam como as receitas estaduais pessoais e as elasticidades das bases do imposto sobre vendas mudam no curto e no longo prazo, em uma tentativa de determinar a diferença entre elas. Com essas informações, os autores acreditam que os estados podem aprimorar e personalizar suas estruturas tributárias, o que pode ser usado para um planejamento cuidadoso dos recursos. Eles descobriram que, para as bases estaduais do imposto de renda de pessoa física em comparação com os impostos sobre vendas, a elasticidade média da renda de longo prazo é mais do que o dobro e os resultados desproporcionais de exibição de curto prazo são mais altos do que as elasticidades de longo prazo. Os autores contestam a literatura convencional declarando que nem o imposto de renda de pessoa física nem o imposto sobre vendas é, pelo menos universalmente, o imposto mais volátil. No entanto, os autores admitem que, em determinadas situações, o imposto sobre vendas é mais volátil e, a longo prazo, o imposto de renda de pessoa física é mais elástico.
Além disso, para entender esse argumento, ele também deve ser considerado, como Alan Auerbach, Jagadeesh Gokhale e Laurence Kotlikoff fazem em "Generational Accounting: A Meaningful Way to Evaluate Fiscal Policy", quais são as implicações da tributação ideal para as gerações futuras. Eles propõem que a contabilidade geracional representa um novo método de planejamento fiscal de longo prazo e que, diferentemente do déficit orçamentário, essa contabilidade geracional não é arbitrária. Em vez disso, é um remédio para a forma de abordar o ônus da geração e os efeitos da política fiscal em um nível macroeconômico. Do ponto de vista ético, é um problema ter impostos baixos agora e, portanto, uma receita baixa agora, porque isso inevitavelmente coloca o ônus da responsabilidade de pagar por esses gastos nas gerações futuras. Portanto, por meio da contabilidade geracional, é possível analisar isso e fornecer as informações necessárias para que os formuladores de políticas mudem as políticas necessárias para alterar essa tendência. No entanto, de acordo com Auerbach, os políticos estão atualmente confiando apenas na contabilidade e não estão vendo as possíveis consequências que ocorrerão nas gerações futuras.
A incidência de impostos sobre vendas de mercadorias também resulta em distorção se, por exemplo, os alimentos preparados em restaurantes forem tributados, mas os alimentos comprados em supermercados e preparados em casa não forem tributados na compra. Se um contribuinte precisa comprar comida em restaurantes de fast food porque não é rico o suficiente para adquirir tempo de lazer extra (trabalhando menos), ele paga o imposto, embora uma pessoa mais próspera, que gosta de brincar de ser chef de cozinha em casa, seja tributada mais levemente. Essa tributação diferenciada de mercadorias pode causar ineficiência (ao desestimular o trabalho no mercado em favor do trabalho doméstico).

### Imposto sobre a renda do capital
A teoria do imposto ideal sobre a renda do capital considera a renda do capital como consumo futuro. Assim, a tributação da renda do capital corresponde a um imposto de consumo diferenciado sobre o consumo presente e futuro, e resulta na distorção do comportamento de poupança e consumo dos indivíduos, uma vez que eles substituem o consumo futuro mais tributado pelo consumo atual. Devido a essas distorções, a tributação zero da renda de capital pode ser ótima, um resultado postulado pelo teorema de Atkinson-Stiglitz (1976) e pelo resultado do imposto de renda de capital zero de Chamley-Judd (1985/1986). Em contrapartida, trabalhos posteriores sobre a tributação ideal da renda de capital elucidaram as premissas subjacentes à otimização teórica de um imposto de renda de capital zero e apresentaram diversos argumentos para um imposto de capital ideal positivo (ou negativo).

## Impostos sobre o capital
A tributação da riqueza ou do capital (ou seja, ações, ativos) não deve ser confundida com a tributação da renda do capital ou da renda da riqueza (ou seja, transferências, fluxos). A tributação do capital em qualquer forma: acima de tudo, instrumentos financeiros, ativos e propriedades foi proposta como a mais ideal por Thomas Piketty. Sua proposta consiste na tributação progressiva do capital em até 5% ao ano. Gregory Papanikos mostrou que mesmo a tributação proporcional do capital pode ser considerada ótima.

### Imposto do valor da terra
Uma das primeiras propostas era capturar o valor total do aluguel da terra. O economista político e reformador social Henry George defendeu a ideia de um imposto sobre valor da terra em Progress and Poverty, como um tributo sobre o valor dos aspectos naturais ou não melhorados da terra, principalmente a localização; ele desconsidera as melhorias, como prédios e irrigação. A tributação do valor da terra não tem perda de peso morto porque o insumo de produção que está sendo tributado (terra) é fixo em oferta; ele não pode se esconder, diminuir de valor ou fugir para outras jurisdições quando tributado.
A teoria econômica sugere que um imposto puro sobre o valor da terra que consiga evitar a tributação de melhorias poderia, na verdade, ter uma perda de peso morto negativa (externalidade positiva), devido aos ganhos de produtividade decorrentes do uso eficiente da terra. A tributação dos valores de localização incentiva o desenvolvimento socialmente ideal em terras de áreas altamente valorizadas, como as cidades, uma vez que reduz o incentivo à especulação sobre os preços da terra, deixando locais potencialmente produtivos vagos ou subutilizados.
Apesar de seus benefícios teóricos, a implementação de impostos sobre o valor da terra é difícil do ponto de vista político. No entanto, o imposto sobre o valor da terra é considerado progressivo, porque a propriedade dos valores da terra é mais concentrada do que outras fontes de receita, como renda pessoal ou gastos. George argumentou que, como a terra é fruto da natureza (não do trabalho) e o valor do local é criado pela comunidade, a receita da terra deve pertencer à comunidade.